# 大田原警察署
大田原警察署（おおたわらけいさつしょ）は、栃木県警察が管轄する警察署の一つである。

## 所在地
- 栃木県大田原市紫塚1丁目1番4号

## 管轄区域
- 大田原市

## 沿革
- 1875年（明治8年）8月 - 大田原警察掛出張所として発足
- 1877年（明治10年）1月 - 大田原警察署に改称
- 1954年（昭和29年）7月1日 - 警察法改正に伴い現行の栃木県大田原警察署になる
- 1970年（昭和45年）4月23日 - 現在地に新築移転
- 2006年（平成18年）4月 - 警察署再編に伴い黒羽警察署を統合。また、所管していた旧西那須野町、旧塩原町は那須塩原警察署へ移管された。黒羽警察署は大田原警察署黒羽幹部派出所に改称。
- 2022年（令和4年）3月28日 - 黒羽幹部派出所と前田・八塩・寒井の各警察官駐在所を統合し、黒羽交番に変更。[1]

## 交番
- あさか交番 - 大田原市浅香1丁目2番35号

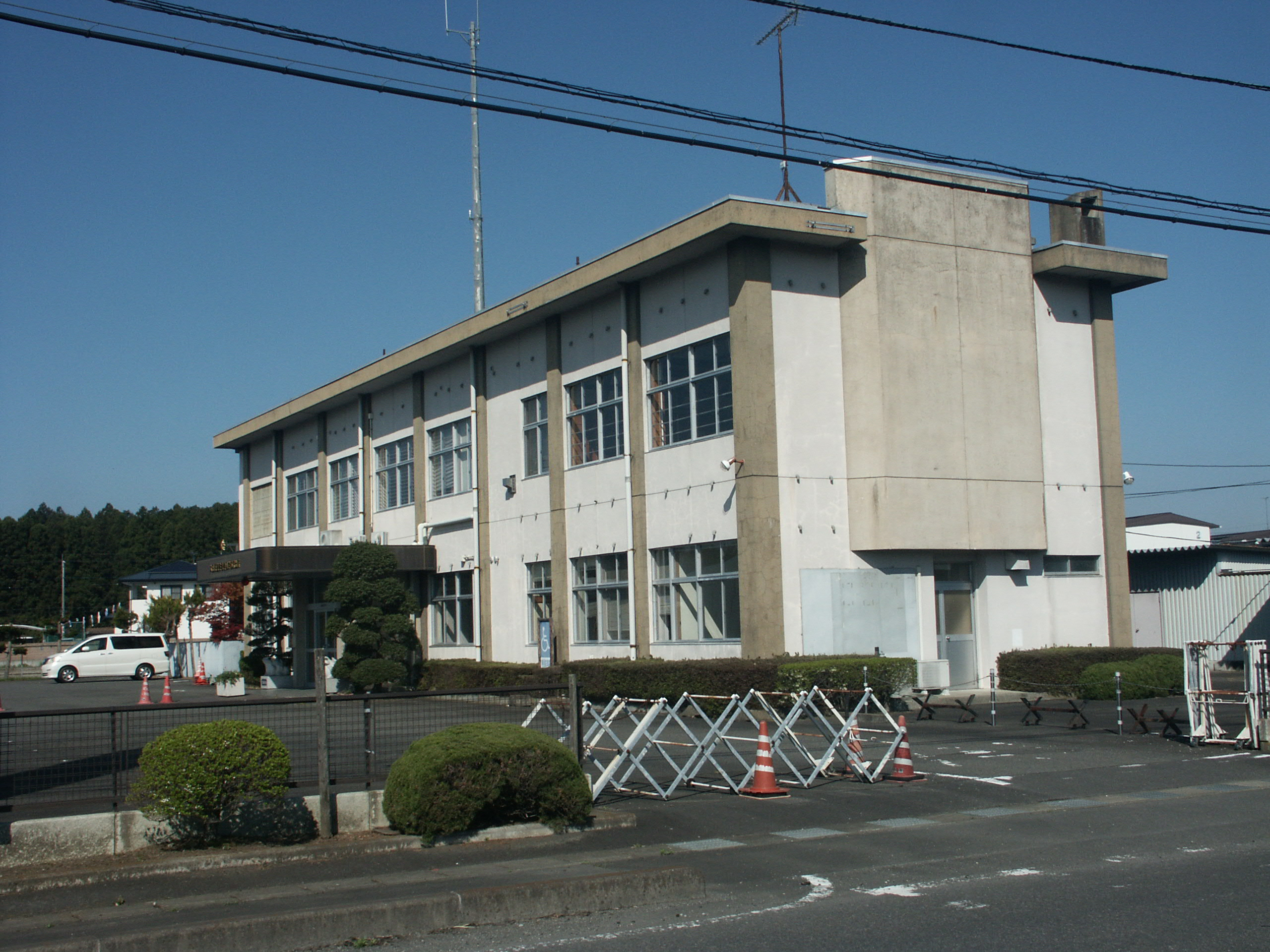
黒羽交番

- 黒羽交番 - 大田原市大豆田303番地4

## 警察官駐在所
- 小滝警察官駐在所 - 大田原市小滝1071番地2
- 金丸警察官駐在所 - 大田原市南金丸1588番地12
- 親園警察官駐在所 - 大田原市親園3023番地2
- 野崎警察官駐在所 - 大田原市野崎2丁目1番地11
- 佐久山警察官駐在所 - 大田原市佐久山2012番地
- 須佐木警察官駐在所 - 大田原市須佐木254番地3
- 両郷警察官駐在所 - 大田原市中野内798番地
- 佐良土警察官駐在所 - 大田原市佐良土2245番地1
- 蛭田警察官駐在所 - 大田原市蛭田1981番地44